# Kubische Anisotropie

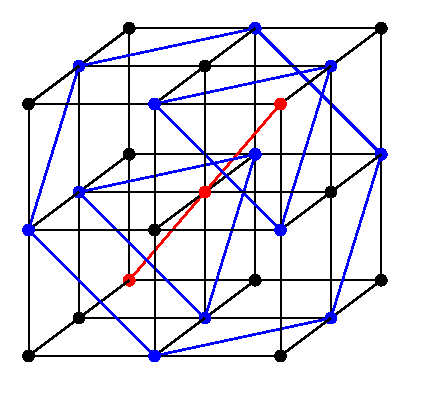
Das dargestellte kubische Kristall wird durch zwei verschiedene Transformationen auf sich abgebildet: Drehungen um 90° um eine der schwarz gezeichneten Raumrichtungen oder 120°-Drehungen um eine Raumdiagonale (rot). Nach solchen Drehungen weist die Probe eines kubisch anisotropen Materials unverändertes Verhalten auf.

Kubische Kristallstruktur des Diamanten.

Die kubische Anisotropie, gehörend zum gleichnamigen Kristallsystem, ist die einfachste Art der Richtungsabhängigkeit eines Materials. Es gibt sie in zwei Formen:
- Die einen Materialien ändern ihr Kraft-Verformungs-Verhalten nicht, wenn sie um 90° um bestimmte, aufeinander senkrecht stehende Achsen, die Orthotropieachsen, gedreht werden (im Bild schwarz, Kochsalzstruktur).
- Die anderen Materialien zeigen identisches Kraft-Verformungs-Verhalten, wenn sie um 120° um die Raumdiagonalen (eine davon im Bild rot) oder um 180° um die Orthotropieachsen gedreht werden[1]:363 (Diamantstruktur, siehe Animation rechts).

Beide Materialgruppen zeigen im Bezugssystem parallel zu diesen Achsen bei kleinen Verformungen keine Kopplung zwischen Normaldehnungen und Schubverzerrungen und identisches Verhalten. Außerhalb dieses linearen Bereichs treten jedoch Abweichungen auf und sie zeigen auch abweichende elektromechanische Eigenschaften. Für die Beschreibung des linear elastischen Verhaltens werden drei Parameter gebraucht; für die anderen #Thermo- und Elektromechanische Eigenschaften werden in der ersten Gruppe weitere drei in der zweiten weitere vier Parameter benötigt.
Den speziellen Fall, dass ein Material (an einem Teilchen) unabhängig von der Belastungsrichtung jeweils dasselbe Kraft-Verformungs-Verhalten zeigt, wird als Isotropie bezeichnet. Den allgemeinen Fall, dass das Kraft-Verformungs-Verhalten von der Belastungsrichtung abhängt, wird dagegen als Anisotropie bezeichnet. Die kubische Anisotropie ist ein Spezialfall der Orthotropie und enthält ihrerseits die Isotropie als Sonderfall. Ein nicht-isotropes, kubisch anisotropes Material ist nicht transversal Isotrop. (Transversale Isotropie ist ein anderer Spezialfall der Orthotropie und enthält ihrerseits auch die Isotropie als Sonderfall.)
Viele Metalle und deren Salze sind kubisch anisotrop, z. B. Halbleitermetalle, die in der Halbleitertechnologie der Elektronik eine wichtige Rolle spielen, Alkalimetalle und deren Salze.

## Materialtheoretische Beschreibung

### Symmetriegruppen
Die Richtungsabhängigkeit eines Materials zeichnet sich dadurch aus, dass das Kraft-Verformungs-Verhalten unabhängig (invariant) gegenüber nur bestimmten Drehungen des Materials ist. Diese Drehungen bilden die Symmetriegruppe des kubisch anisotropen Materials. Die kubische Anisotropie besitzt – wie eingangs erwähnt – zwei Symmetriegruppen.

Die eine Gruppe beinhaltet alle 90°-Drehungen um drei bestimmte, zueinander senkrechte Achsen, die Orthotropieachsen genannt und mit Einheitsvektoren ê1,2,3 bezeichnet werden. Die Invarianz gegenüber diesen Drehungen des Materials veranschaulichen drei Experimente an einem Teilchen:
- Im ersten Experiment bringt man am Teilchen eine bestimmte Kraft auf und misst die resultierende Verformung.
- Im zweiten Experiment dreht man das Material zunächst nacheinander um beliebige Orthotropieachsen – und zwar jeweils um 90°. Dann bringt man dieselbe Kraft auf wie im ersten Experiment und misst erneut die Verformung. Bei kubisch anisotropem Material der ersten Gruppe wird man im zweiten Experiment dieselbe Verformung messen wie im ersten. Und zwar auch bei nicht-linear elastischem Materialverhalten. Die hier aufgebrachten Drehungen sind Elemente der Menge gR1.

Die andere Symmetriegruppe beinhaltet 120°-Drehungen um die Raumdiagonalen, und 180°-Drehungen um die Orthotropieachsen aus der Menge gR2. Die Invarianz gegenüber diesen Drehungen des Materials zeigt sich in einem
- dritten Experiment, wenn das Teilchen beispielsweise um 120° um die (111)-Raumdiagonale oder um 180° um eine Orthotropieachse gedreht wird. Bringt man wieder dieselbe Kraft auf wie im ersten Experiment und misst erneut die Verformung, dann wird bei kubisch anisotropem Material der zweiten Gruppe in diesem Experiment auch bei nicht-linear elastischem Materialverhalten dieselbe Verformung gemessen wie im ersten.

Die Abhängigkeit von den Drehungen des Materials erkennt man, wenn man im zweiten und dritten Experiment nicht um Vielfache von 30° dreht. Wenn nicht der Spezialfall Isotropie vorliegt, wird nun immer eine andere Verformung beobachtet wie im ersten Experiment. Eine Abweichung wird man auch feststellen, wenn man im zweiten Experiment die Drehungen aus gR2 anwendet und bis in den nicht-linear elastischen Bereich belastet.
Die angesprochenen Drehungen werden in der Kontinuumsmechanik durch orthogonale Tensoren Q repräsentiert. Eine Symmetriegruppe gR besteht aus denjenigen Transformationen, die die Formänderungsenergie w  invariant lassen. Mathematisch wird das mit dem Verzerrungstensor E durch
{\displaystyle \mathbf {Q} \in g_{R}\quad \leftrightarrow \quad w(\mathbf {Q\cdot E\cdot Q} ^{\top })=w(\mathbf {E} )} für alle E
ausgedrückt.:379 Darin bedeutet "·" das Matrizenprodukt und das hochgestellte "⊤" eine Transponierung. Mit Q gehört auch -Q zur Symmetriegruppe, was durch Hinzufügen des negativen Einheitstensors -1, der eine Punktspiegelung repräsentiert, zu gR berücksichtigt werden kann. Die Symmetriegruppen werden durch die unten angegebenen Erzeugenden bestimmt, mit denen sämtliche Elemente der Gruppe durch Matrizenmultiplikation berechnet werden können.
Die Symmetriegruppen der kubisch anisotropen Materialien sind:383:33
- bei Kochsalzstruktur: {\displaystyle g_{R1}=\left\{-\mathbf {1} ,\mathbf {Q} _{1}^{\frac {\pi }{2}},\mathbf {Q} _{2}^{\frac {\pi }{2}},\mathbf {Q} _{3}^{\frac {\pi }{2}}\right\}=\left\{-\mathbf {1} ,\mathbf {Q} _{1}^{\frac {\pi }{2}},\mathbf {Q} _{2}^{\pi },\mathbf {Q} _{p}^{2{\frac {\pi }{3}}}\right\}}, Gruppenordnung=48
- bei Diamantstruktur: {\displaystyle g_{R2}=\left\{-\mathbf {1} ,\mathbf {Q} _{1}^{\pi },\mathbf {Q} _{2}^{\pi },\mathbf {Q} _{p}^{2{\frac {\pi }{3}}}\right\}}, Gruppenordnung=24

Darin steht {\displaystyle \mathbf {Q} _{k}^{\alpha }} für den orthogonalen Tensor, der mit dem Winkel α in Radiant um die k-Achse dreht. Die p-Achse ist die Raumdiagonale, die parallel zur Summe der #Orthotropieachsen ê1+ê2+ê3 ist und es gilt: {\displaystyle \mathbf {Q} _{p}^{2{\frac {\pi }{3}}}=\mathbf {Q} _{2}^{\frac {\pi }{2}}\cdot \mathbf {Q} _{3}^{\frac {\pi }{2}}}. In gR2 sind alle 120°-Drehungen um alle Diagonalen ±ê1±ê2±ê3 und 180°-Drehungen um jede der Orthotropieachsen, jedoch keine 90°-Drehung um eine der Orthotropieachsen enthalten. gR2 ist eine echte Untergruppe von gR1.

### Invarianten
In der isotropen Hyperelastizität hängt die Formänderungsenergie von den Hauptinvarianten I1,2,3 des Verzerrungstensors E ab:
w(E)=w(I1, I2, I3)
Die analoge Darstellung der Anisotropie erfordert, dass ein komplettes System von skalarwertigen Funktionen bekannt ist, die unter allen Transformationen in gR1,2 invariant sind.:390 Bei der kubischen Anisotropie gibt es zu den beiden Symmetriegruppen zwei verschiedene Mengen von Invarianten, wobei die Invarianten in gR1 sämtlich auch in gR2 invariant sind. Daher ist die kubische Anisotropie mit Kochsalzstruktur (gR1) materialtheoretisch ein Spezialfall derjenigen mit diamantstruktur (gR2). Das zeigt sich auch in den #anderen physikalischen Eigenschaften. In der linearen Elastizität führen beide Symmetriegruppen auf gleiche Darstellungen, weil Differenzen erst bei Produkten dritter und höherer Ordnung auftreten.:395 In diesen Produkten gibt es auch solche, die Normal- und Schubverzerrungen kombinieren, was eine Zug-Scher-Kopplung bei großen Verformungen bewirkt.
| Invarianten der Symmetriegruppe gR1:383          | Invarianten der Symmetriegruppe gR1:383 |
| ------------------------------------------------ | --------------------------------------- |
| E11+E22+E33,                                     |                                         |
| E11E22+E11E33+E22E33,                            | E122+E132+E232,                         |
| E11E22E33,                                       | E12E13E23,                              |
| E11E122+E22E232+E33E132+E11E132+E22E122+E33E232, |                                         |
| E11E22E122+E11E33E132+E22E33E232,                |                                         |
| E122E132+E122E232+E132E232,                      |                                         |
| E11E122E132+E22E122E232+E33E132E232              |                                         |

Diese Invarianten sind auch in der zweiten Gruppe invariant, denn die grün geschriebene in gR1 oben kommt zwar in gR2 nicht vor, ist dort aber als Summe der in gR2 unten grün geschriebenen darstellbar.
| Invarianten der Symmetriegruppe gR2:383 | Invarianten der Symmetriegruppe gR2:383 |
| --------------------------------------- | --------------------------------------- |
| E11+E22+E33,                            |                                         |
| E11E22+E11E33+E22E33,                   | E122+E132+E232,                         |
| E11E22E33,                              | E12E13E23,                              |
| E11E122+E22E232+E33E132,                | E11E132+E22E122+E33E232,                |
| E11E222+E22E332+E11E332,                | E122E132+E122E232+E132E232,             |
| E11E22E122+E11E33E132+E22E33E232,       | E11E122E132+E22E122E232+E33E132E232,    |
| E11E22E132+E11E33E232+E22E33E122,       | E11E122E232+E22E132E232+E33E122E132,    |
| E122E134+E132E234+E232E124              |                                         |

In den Auflistungen ist {\displaystyle E_{ij}:={\hat {e}}_{i}\cdot \mathbf {E} \cdot {\hat {e}}_{j}} mit den #Orthotropieachsen ê1,2,3. Die schwarz und grün geschriebenen Invarianten entsprechen einander in gR1 und gR2 und die blau geschriebenen kommen in gR2 hinzu.

### Strukturvariable
Die Invarianten können mit Strukturvariablen M dargestellt werden, bei denen
{\displaystyle \mathbf {Q} \in g_{R}\quad \leftrightarrow \quad w(\mathbf {Q\cdot E\cdot Q} ^{\top },\mathbf {Q\cdot M\cdot Q} ^{\top })=w(\mathbf {E} )} für alle E
gilt. Ihr Name rührt daher, dass die Variablen auf diese Weise die interne Struktur des Materials repräsentieren. Dieser Ansatz hat den Vorteil koordinatenunabhängig zu sein.:386f Die Strukturvariablen sind in gR invariant:38, siehe Euklidische Transformation:
{\displaystyle \mathbf {Q} \in g_{R}\quad \rightarrow \quad \mathbf {M} =\mathbf {Q\cdot M\cdot Q} ^{\top }}
In der kubischen Anisotropie sind die Strukturvariablen Tensoren vierter Stufe {\displaystyle \mathbb {M} }, für die die Transformationsregel
{\displaystyle \mathbf {Q} \in g_{R}\quad \rightarrow \quad \mathbb {M} =\mathbb {Q:M:Q} ^{\top },\quad \mathbb {Q} =(\mathbf {Q\otimes Q} )^{\stackrel {23}{\top }}=\sum _{ijkl=1}^{3}Q_{ik}Q_{jl}{\hat {e}}_{i}\otimes {\hat {e}}_{j}\otimes {\hat {e}}_{k}\otimes {\hat {e}}_{l}}
lautet, siehe Formelsammlung Tensoralgebra#Spezielle Tensoren vierter Stufe. Darin ist Qij=êi · Q · êj und ⊗ das dyadische Produkt. Die Strukturvariable in der kubischen Anisotropie der ersten Gruppe ist:68
{\displaystyle \mathbb {M} =\sum _{i=1}^{3}{\hat {e}}_{i}\otimes {\hat {e}}_{i}\otimes {\hat {e}}_{i}\otimes {\hat {e}}_{i}}
In gR1 ist der Tensor vierter Stufe {\displaystyle \mathbb {M} } wegen Q · êi=êj∈{±ê1, ±ê2, ±ê3} invariant, denn
{\displaystyle \mathbb {Q:M:Q} ^{\top }=\sum _{i=1}^{3}(\mathbf {Q} \cdot {\hat {e}}_{i})\otimes (\mathbf {Q} \cdot {\hat {e}}_{i})\otimes (\mathbf {Q} \cdot {\hat {e}}_{i})\otimes (\mathbf {Q} \cdot {\hat {e}}_{i})=\sum _{j=1}^{3}{\hat {e}}_{j}\otimes {\hat {e}}_{j}\otimes {\hat {e}}_{j}\otimes {\hat {e}}_{j}=\mathbb {M} }
Mit der Strukturvariablen werden die Tensoren
{\displaystyle \mathbf {A} :=\mathbb {M} :\mathbf {E} ,\quad \mathbf {B} :=\mathbb {M} :\mathbf {E} ^{2}}
erzeugt, mit deren Produkten
Sp(E), Sp(E2), Sp(E3), Sp(A3), Sp(B2), Sp(B3), Sp(E·A), Sp(E2·A), Sp(E·A2), Sp(E2·A2), Sp(E·B), Sp(E2·B), Sp(E·B2), Sp(E2·B2), Sp(A·B), Sp(A2·B), Sp(A·B2), Sp(A2·B2), Sp(E·A·B)
die #Invarianten des vorigen Abschnitts dargestellt werden können. Sp bildet die Spur, die eine Hauptinvariante eines Tensors zweiter Stufe ist.
In der zweiten Gruppe werden zwei Tensoren vierter Stufe gebraucht, die in gR2 invariant sind::69
{\displaystyle {\begin{aligned}\mathbb {M} _{1}:=&\sum _{(i,j)\in {\mathcal {D}}}{\hat {e}}_{i}\otimes {\hat {e}}_{i}\otimes {\hat {e}}_{j}\otimes {\hat {e}}_{j}-{\hat {e}}_{j}\otimes {\hat {e}}_{j}\otimes {\hat {e}}_{i}\otimes {\hat {e}}_{i},\quad {\mathcal {D}}=\{(1,2),(2,3),(3,1)\}\\\mathbb {M} _{2}:=&\sum _{(i,j,k)\in {\mathcal {T}}}\left[{\hat {e}}_{i}\right]\otimes ({\hat {e}}_{j}\otimes {\hat {e}}_{k}+{\hat {e}}_{k}\otimes {\hat {e}}_{j}),\quad {\mathcal {T}}=\{(1,2,3),(2,3,1),(3,1,2)\}\end{aligned}}}
Darin ist {\displaystyle \left[{\hat {e}}_{i}\right]} der dem Vektor {\displaystyle {\hat {e}}_{i}} zugeordnete schiefsymmetrische Tensor, der im ê1,2,3-System mit dem Kronecker-Delta δ die Darstellung
{\displaystyle \left[{\hat {e}}_{i}\right]:={\begin{pmatrix}0&-\delta _{i3}&\delta _{i2}\\\delta _{i3}&0&-\delta _{i1}\\-\delta _{i2}&\delta _{i1}&0\end{pmatrix}}\;\leftrightarrow \;\left[{\hat {e}}_{i}\right]\cdot {\vec {v}}={\hat {e}}_{i}\times {\vec {v}}\quad \forall \,{\vec {v}}}
besitzt, siehe Kreuzprodukt#Kreuzproduktmatrix.
Mit den Strukturvariablen {\displaystyle \mathbb {M} _{1,2}} werden {\displaystyle \mathbf {A} :=\mathbb {M} _{1}:\mathbf {E} } und {\displaystyle \mathbf {W} :=\mathbb {M} _{2}:\mathbf {E} } und die Spuren:69
Sp(E), Sp(E2), Sp(E3), Sp(A2), Sp(A3), Sp(E·A2), Sp(E2·A), Sp(E2·A2), Sp(E·W2), Sp(E2·W2), Sp(E2·W2·E·W)
berechnet. Aus diesen Kennzahlen sowie
Sp(E4), Sp(A4), Sp(W4), Sp(E·A·E·A), Sp(E·W·E·W), Sp(A·W·E·W), Sp(W·A·E·W)
lassen sich die #Invarianten der zweiten Symmetriegruppe im vorhergehenden Abschnitt ableiten.

## Kubische Anisotropie in der linearen Elastizität
Dieser Abschnitt befasst sich mit den linearen mechanischen Eigenschaften kubisch anisotroper Stoffe. Merkmale wie Kristallklassen, Wärmeausdehnung oder Piezoelektrizität sind Gegenstand des nächsten Abschnitts #Thermo- und Elektromechanische Eigenschaften.

### Materialgesetz
Gegeben sind zwei Tensoren zweiter Stufe {\displaystyle {\boldsymbol {\sigma }}} und {\displaystyle {\boldsymbol {\varepsilon }}} mit 3×3-Koeffizienten {\displaystyle \sigma _{ij}} bzw. {\displaystyle \varepsilon _{ij}}. Der allgemeinste lineare Zusammenhang, den es zwischen diesen Koeffizienten gibt, ist:
{\displaystyle \sigma _{ij}=\sum _{k,l=1}^{3}C_{ijkl}\varepsilon _{kl}\,,\quad i,j=1,2,3\,.}
Darin sind {\displaystyle C_{ijkl}} 81 Koeffizienten mit denen die neun Komponenten {\displaystyle \varepsilon _{kl}} auf neun Komponenten {\displaystyle \sigma _{ij}} abgebildet werden. In der linearen Elastizitätstheorie, in der {\displaystyle {\boldsymbol {\sigma }}} der symmetrische Spannungstensor und {\displaystyle {\boldsymbol {\varepsilon }}} der symmetrische Verzerrungstensor ist, reduziert sich die Anzahl der unabhängigen Tensor-Komponenten auf sechs, so das nur 36 Koeffizienten {\displaystyle C_{ijkl}} unabhängig sind (wegen  {\displaystyle C_{ijkl}=C_{jikl}=C_{ijlk}}). Im Fall der Hyperelastizität liegt noch die Symmetrie {\displaystyle C_{ijkl}=C_{klij}} vor, so dass dann nur noch 21 Koeffizienten unabhängig sind. Diesen Zusammenhang zwischen Spannungen und Verzerrungen kann man nun in Voigt’scher Notation auch als Matrizengleichung schreiben:
{\displaystyle \sigma _{i}=\sum _{j=1}^{6}C_{ij}\varepsilon _{j}^{\text{v}},i=1,\dots ,6\Leftrightarrow {\begin{bmatrix}\sigma _{1}\\\sigma _{2}\\\sigma _{3}\\\sigma _{4}\\\sigma _{5}\\\sigma _{6}\end{bmatrix}}={\begin{bmatrix}C_{11}&C_{12}&C_{13}&C_{14}&C_{15}&C_{16}\\&C_{22}&C_{23}&C_{24}&C_{25}&C_{26}\\&&C_{33}&C_{34}&C_{35}&C_{36}\\&&&C_{44}&C_{45}&C_{46}\\&{\text{sym.}}&&&C_{55}&C_{56}\\&&&&&C_{66}\end{bmatrix}}\,{\begin{bmatrix}\varepsilon _{1}\\\varepsilon _{2}\\\varepsilon _{3}\\2\varepsilon _{4}\\2\varepsilon _{5}\\2\varepsilon _{6}\end{bmatrix}}}
Hier wurde mittels der Zuordnung 11→1, 22→2, 33→3, 23→4, 13→5 und 12→6 die Anzahl der Indizes halbiert. Die Steifigkeitsmatrix C mit den 21 unabhängigen Komponenten Cij repräsentiert den Elastizitätstensor des Materials.

#### Elastizitätsgesetz und Anisotropiefaktor
Ein Material ist kubisch anisotrop linear elastisch, wenn eine Orthonormalbasis existiert, die Orthotropieachsen ê1,2,3, so dass das Elastizitätsgesetz dargestellt in Bezug auf diese Basis folgende Form (mit nur drei unabhängigen Einträgen) annimmt:
{\displaystyle {\begin{bmatrix}\sigma _{1}\\\sigma _{2}\\\sigma _{3}\\\sigma _{4}\\\sigma _{5}\\\sigma _{6}\end{bmatrix}}={\begin{bmatrix}C_{11}&C_{12}&C_{12}&0&0&0\\&C_{11}&C_{12}&0&0&0\\&&C_{11}&0&0&0\\&&&C_{44}&0&0\\&{\text{sym.}}&&&C_{44}&0\\&&&&&C_{44}\end{bmatrix}}\,{\begin{bmatrix}\varepsilon _{1}\\\varepsilon _{2}\\\varepsilon _{3}\\2\varepsilon _{4}\\2\varepsilon _{5}\\2\varepsilon _{6}\end{bmatrix}}}
Im Sonderfall der Isotropie sind nur zwei der drei Einträge unabhängig und es gilt mit dem Schubmodul G und der zweiten Lamé-Konstanten λ:
{\displaystyle C_{11}=2G+\lambda \,,\quad C_{12}=\lambda \,,\quad C_{44}=G\quad \rightarrow \quad {\frac {2C_{44}}{C_{11}-C_{12}}}={\frac {2G}{2G+\lambda -\lambda }}=1}
Der Bruch definiert den dimensionslosen Anisotropiefaktor nach Zener:
{\displaystyle A={\frac {2C_{44}}{C_{11}-C_{12}}}\,.}
Der Anisotropiefaktor ist bei kubischer Anisotropie von eins verschieden, wie die folgende Tabelle zeigt.:111
| Stoff                                          | C11 [MPa]                    | C12 [MPa]                    | C44 [MPa]                    | A [-]                        |
| Halbleiter (Diamantstruktur)                   | Halbleiter (Diamantstruktur) | Halbleiter (Diamantstruktur) | Halbleiter (Diamantstruktur) | Halbleiter (Diamantstruktur) |
| ---------------------------------------------- | ---------------------------- | ---------------------------- | ---------------------------- | ---------------------------- |
| Diamant                                        | 1.020.000                    | 250.000                      | 492.000                      | 1,3                          |
| Silizium                                       | 166.000                      | 64.000                       | 80.000                       | 1,6                          |
| Germanium                                      | 130.000                      | 49.000                       | 67.000                       | 1,7                          |
| Alkalimetalle (Kubisch raumzentriertes Gitter) |                              |                              |                              |                              |
| Lithium                                        | 13.500                       | 11.400                       | 8.800                        | 8,4                          |
| Natrium                                        | 7.400                        | 6.200                        | 4.200                        | 7,2                          |
| Kalium                                         | 3.700                        | 3.100                        | 1.900                        | 6,7                          |
| Chloride der Alkalimetalle (Kochsalzstruktur)  |                              |                              |                              |                              |
| Natriumchlorid                                 | 48.500                       | 12.500                       | 12.700                       | 0,7                          |
| Kaliumchlorid                                  | 40.500                       | 6.600                        | 6.300                        | 0,37                         |
| Rubidiumchlorid                                | 36.300                       | 6.200                        | 4.700                        | 0,31                         |

Wenn der Anisotropiefaktor kleiner als eins ist, dann sind die Kristalle entlang der (100)-Würfelkanten am steifesten. Wenn der Anisotropiefaktor größer als eins ist, dann sind die Kristalle entlang der (111)-Raumdiagonale am steifesten:111. Weitere kubisch kristallisierende, chemische Stoffe können in der Kategorie:Kubisches Kristallsystem nachgeschlagen werden.
Die Nachgiebigkeitskoeffizienten berechnen sich aus::147
{\displaystyle {\begin{aligned}S_{11}=&{\frac {C_{11}+C_{12}}{(C_{11}-C_{12})(C_{11}+2C_{12})}}\\S_{12}=&{\frac {-C_{12}}{(C_{11}-C_{12})(C_{11}+2C_{12})}}\\S_{44}=&{\frac {1}{C_{44}}}\end{aligned}}}

#### Materialparameter
Die kubische Anisotropie ist ein Spezialfall der Orthotropie, die bei linearer Elastizität neun Materialparameter besitzt (drei Elastizitätsmoduln, drei Querkontraktionszahlen bei Zug in Richtung einer Orthotropieachse sowie drei Schubmoduln bei Scherung in Ebenen senkrecht zu den Orthotropieachsen). In der kubischen Elastizität sind die Elastizitätsmoduln, die Querkontraktionszahlen und die Schubmoduln jeweils gleich, sodass nur drei unabhängige Parameter
- ein Elastizitätsmodul,
- eine Querkontraktionszahl und
- ein Schubmodul

ausreichen, das Material zu beschreiben. Die Dimension des Elastizitätsmoduls E und des Schubmoduls G ist Kraft pro Fläche während die Querkontraktionszahl ν dimensionslos ist. Die Querkontraktionszahl beschreibt, wie sich eine entlang einer Richtung – z. B. der 1-Richtung – gezogene Materialprobe quer dazu – z. B. in 2-Richtung – kontrahiert.
Damit lautet das Elastizitätsgesetz bei kubisch anisotroper, linearer Elastizität:
{\displaystyle {\begin{bmatrix}\varepsilon _{1}\\\varepsilon _{2}\\\varepsilon _{3}\\2\varepsilon _{4}\\2\varepsilon _{5}\\2\varepsilon _{6}\end{bmatrix}}=\underbrace {\begin{bmatrix}{\frac {1}{E}}&-{\frac {\nu }{E}}&-{\frac {\nu }{E}}&0&0&0\\&{\frac {1}{E}}&-{\frac {\nu }{E}}&0&0&0\\&&{\frac {1}{E}}&0&0&0\\&&&{\frac {1}{G}}&0&0\\&{\textsf {sym}}&&&{\frac {1}{G}}&0\\&&&&&{\frac {1}{G}}\end{bmatrix}} _{=:S}\,{\begin{bmatrix}\sigma _{1}\\\sigma _{2}\\\sigma _{3}\\\sigma _{4}\\\sigma _{5}\\\sigma _{6}\end{bmatrix}}}
Durch Invertierung der Nachgiebigkeitsmatrix S bekommt man die Steifigkeitsmatrix C:
{\displaystyle {\begin{bmatrix}\sigma _{1}\\\sigma _{2}\\\sigma _{3}\\\sigma _{4}\\\sigma _{5}\\\sigma _{6}\\\end{bmatrix}}=\underbrace {\begin{bmatrix}{\frac {1-\nu }{\nu }}\lambda &\lambda &\lambda &0&0&0\\&{\frac {1-\nu }{\nu }}\lambda &\lambda &0&0&0\\&&{\frac {1-\nu }{\nu }}\lambda &\\&&&G&0&0\\&{\text{sym}}&&&G&0\\&&&&&G\end{bmatrix}} _{=:C}\,{\begin{bmatrix}\varepsilon _{1}\\\varepsilon _{2}\\\varepsilon _{3}\\2\varepsilon _{4}\\2\varepsilon _{5}\\2\varepsilon _{6}\\\end{bmatrix}}}
Die Nachgiebigkeitsmatrix S und Steifigkeitsmatrix C sind symmetrisch und an denselben Stellen mit von Null verschiedenen Werten besetzt. Die zweite Lamé-Konstante hängt über
{\displaystyle \lambda ={\frac {\nu E}{(1+\nu )(1-2\nu )}}}
mit dem Elastizitätsmodul und der Querkontraktionszahl zusammen. Der Anisotropiefaktor kann mit diesen Materialparametern ausgedrückt werden:
{\displaystyle A={\frac {2G(1+\nu )}{E}}={\frac {2\nu G}{(1-2\nu )\lambda }}\,.}
Isotropie stellt sich ein, wenn A = 1 oder gleichbedeutend
{\displaystyle G={\frac {E}{2(1+\nu )}}\quad {\textsf {oder}}\quad G={\frac {1-2\nu }{2\nu }}\lambda \quad {\textsf {oder}}\quad 2G+\lambda ={\frac {1-\nu }{\nu }}\lambda }
gilt.

#### Richtungsabhängigkeit des Elastizitätsmoduls

Elastizitätsmodul in MPa als Funktion der Messrichtung
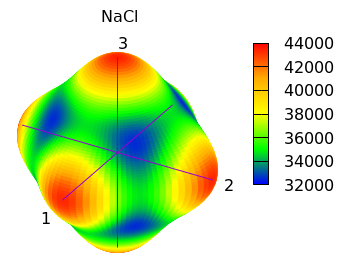
Kochsalz
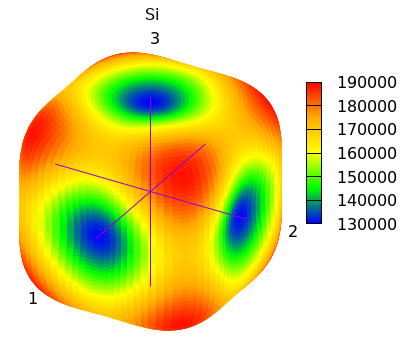
Silizium

Der Elastizitätsmodul ist definiert als das Verhältnis der Spannung σ zur Dehnung ε bei reinem Zug:
{\displaystyle E:={\frac {\sigma }{\varepsilon }}}
Bei anisotropem Werkstoff ist der Modul richtungsabhängig und ergibt sich in Richtung des Einheitsvektors {\displaystyle {\hat {n}}} aus
{\displaystyle E_{n}:={\frac {\sigma _{n}}{\varepsilon _{n}}}:={\frac {{\hat {n}}\cdot {\boldsymbol {\sigma }}\cdot {\hat {n}}}{{\hat {n}}\cdot {\boldsymbol {\varepsilon }}\cdot {\hat {n}}}}}
Bei reinem Zug in Richtung {\displaystyle {\hat {n}}} ist {\displaystyle {\boldsymbol {\sigma }}=\sigma _{n}{\hat {n}}\otimes {\hat {n}}} oder in voigtscher Notation
{\displaystyle [{\boldsymbol {\sigma }}]=\sigma _{n}{\begin{pmatrix}n_{1}^{2}&n_{2}^{2}&n_{3}^{2}&n_{2}n_{3}&n_{1}n_{3}&n_{1}n_{2}\end{pmatrix}}^{\top }}
mit den Komponenten n1,2,3 des Richtungsvektors. Mit der Nachgiebigkeitsmatrix S werden daraus die Verzerrungen und der Verzerrungstensor berechnet mit dem Ergebnis:145
{\displaystyle E_{n}={\frac {\sigma _{n}}{{\hat {n}}\cdot {\boldsymbol {\varepsilon }}\cdot {\hat {n}}}}={\frac {E}{1+2(1+\nu )(n_{1}^{2}n_{2}^{2}+n_{1}^{2}n_{3}^{2}+n_{2}^{2}n_{3}^{2}){\frac {1-A}{A}}}}}
Die Richtungsverteilung bei Natriumchlorid und Silizium zeigt sich wie in den Bildern dargestellt mit den Materialparametern im Abschnitt #Elastizitätsgesetz und Anisotropiefaktor. Wie dort bereits angemerkt, besitzen die Kristalle entlang der (100)-Würfelkanten die höchste Steifigkeit, wenn der Anisotropiefaktor A, wie bei Natriumchlorid, kleiner als eins ist. Dasselbe gilt entlang der (111)-Raumdiagonale, wenn der Anisotropiefaktor größer als eins ist, wie etwa bei Silizium. Bei A=1 stellt sich Isotropie ein, wo der Elastizitätsmodul richtungsunabhängig ist und eine kugelförmige Verteilung zeigen würde. Bei Zug in Richtung der Orthotropieachsen ist En=E.

#### Stabilitätskriterien
Die Materialparameter können nicht beliebig gewählt werden, sondern müssen gewissen Stabilitätskriterien genügen. Diese folgen aus der Forderung, dass die Steifigkeits- und Nachgiebigkeitsmatrizen positiv definit sein müssen. Dies führt auf die Bedingungen:
- Alle Diagonalelemente der Steifigkeits- und Nachgiebigkeitsmatrix müssen positiv sein (damit sich das Material in Zugrichtung streckt, wenn man daran zieht, und nicht staucht) und
- die Determinante der Steifigkeits- und Nachgiebigkeitsmatrix muss positiv sein (damit es unter Druck komprimiert und nicht expandiert).

Werden an einem realen Werkstoff Materialparameter identifiziert, die diesen Stabilitätskriterien widersprechen, ist Vorsicht geboten. Die Stabilitätskriterien lauten::331
{\displaystyle {\begin{array}{l}E,G>0\\\nu >-1\\1-2\nu >0\end{array}}}
Wenn die linke Seite der letzten Ungleichung gegen null geht, setzt das Material einer hydrostatischen Kompression zunehmend Widerstand entgegen.

#### Messung der Materialparameter
Die Messung der Materialparameter ist im kubisch anisotropen Material schwieriger als beim isotropen, denn es kann nicht sichergestellt werden, dass im Probekörper eine der #Orthotropieachsen genau in Zugrichtung liegt. Eine Möglichkeit dem zu begegnen ist, Versuche an mehreren Proben zu machen und die Materialparameter, insbesondere die Achsausrichtungen, so zu bestimmen, dass Modellrechnungen die Messergebnisse möglichst gut wiedergeben.:158ff.

### Spezielle Belastungszustände

#### Ebener Spannungszustand ESZ
Wenn die #Orthotropieachsen ê1,2 parallel zu den Vorzugsrichtungen einer dünnen ebenen Scheibe ausgerichtet sind, dann stellt sich in ihr bei Belastung in der Scheibenebene ein ebener Spannungszustand (ESZ) ein. In ihm ist zumindest näherungsweise σ13=σ23=σ33=0, woraus sich zunächst
{\displaystyle \varepsilon _{33}=-{\frac {\nu }{1-\nu }}(\varepsilon _{11}+\varepsilon _{22})=-{\frac {\nu }{E}}(\sigma _{11}+\sigma _{22})}
ableitet. Die Elastizitätsbeziehung reduziert sich auf
{\displaystyle {\begin{pmatrix}\sigma _{11}\\\sigma _{22}\\\tau _{12}\end{pmatrix}}={\begin{pmatrix}{\frac {E}{1-\nu ^{2}}}&{\frac {\nu E}{1-\nu ^{2}}}&\\{\frac {\nu E}{1-\nu ^{2}}}&{\frac {E}{1-\nu ^{2}}}&\\&&2G\end{pmatrix}}{\begin{pmatrix}\varepsilon _{11}\\\varepsilon _{22}\\\varepsilon _{12}\end{pmatrix}}}
bzw.
{\displaystyle {\begin{pmatrix}\varepsilon _{11}\\\varepsilon _{22}\\\varepsilon _{12}\end{pmatrix}}={\begin{pmatrix}{\frac {1}{E}}&-{\frac {\nu }{E}}&\\{\frac {\nu }{E}}&{\frac {1}{E}}&\\&&{\frac {1}{2G}}\end{pmatrix}}{\begin{pmatrix}\sigma _{11}\\\sigma _{22}\\\tau _{12}\end{pmatrix}}}
Der richtungsabhängige Elastizitätsmodul En ist gegenüber dem dreidimensionalen Kontinuum unverändert (in der Formel ist lediglich n3=0 zu setzen.)

#### Ebener Verzerrungszustand EVZ
Wenn die #Orthotropieachsen ê1,2 senkrecht zu der Achse eines hinreichend langen Zylinders ausgerichtet sind, dann stellt sich in der 1-2-Ebene bei axialer Belastung des Zylinders ein ebener Verzerrungszustand (EVZ) ein. In ihm ist zumindest näherungsweise ε13=ε23=ε33=0, woraus sich zunächst
{\displaystyle \sigma _{33}=\nu (\sigma _{11}+\sigma _{22})=\lambda (\varepsilon _{11}+\varepsilon _{22})}
berechnet, mit λ wie im Abschnitt #Materialparameter. Die Elastizitätsbeziehung reduziert sich auf
{\displaystyle {\begin{pmatrix}\sigma _{11}\\\sigma _{22}\\\tau _{12}\end{pmatrix}}={\begin{pmatrix}{\frac {1-\nu }{\nu }}\lambda &\lambda &0\\\lambda &{\frac {1-\nu }{\nu }}\lambda &0\\0&0&2G\end{pmatrix}}{\begin{pmatrix}\varepsilon _{11}\\\varepsilon _{22}\\\varepsilon _{12}\end{pmatrix}}}
bzw.
{\displaystyle {\begin{pmatrix}\varepsilon _{11}\\\varepsilon _{22}\\\varepsilon _{12}\end{pmatrix}}={\begin{pmatrix}{\frac {1-\nu ^{2}}{E}}&-{\frac {\nu (1+\nu )}{E}}&0\\-{\frac {\nu (1+\nu )}{E}}&{\frac {1-\nu ^{2}}{E}}&0\\0&0&{\frac {1}{2G}}\end{pmatrix}}{\begin{pmatrix}\sigma _{11}\\\sigma _{22}\\\tau _{12}\end{pmatrix}}}
Der richtungsabhängige Elastizitätsmodul verändert sich zu
{\displaystyle E_{n}={\frac {E}{(1+\nu )(1-\nu +2n_{1}^{2}n_{2}^{2}{\frac {1-A}{A}})}}}

#### Hydrostatischer Spannungszustand und Kompressibilität
Der hydrostatische Spannungszustand stellt sich in einem allseitigem Druck ausgesetzten Körper ein. Wegen des auf der Erdoberfläche allgegenwärtigen Luftdrucks, ist dieser Zustand dort überall präsent. Wenn ein Körper aus kompressiblem isotropem oder kubisch anisotropen Material zusammengedrückt wird, dann schrumpft er in allen Raumrichtungen gleichermaßen.
Das ist am einfachsten mit der Nachgiebigkeitsmatrix S nachzuweisen:
{\displaystyle {\begin{bmatrix}\varepsilon _{1}\\\varepsilon _{2}\\\varepsilon _{3}\\2\varepsilon _{4}\\2\varepsilon _{5}\\2\varepsilon _{6}\\\end{bmatrix}}={\begin{bmatrix}{\frac {1}{E}}&-{\frac {\nu }{E}}&-{\frac {\nu }{E}}&0&0&0\\&{\frac {1}{E}}&-{\frac {\nu }{E}}&0&0&0\\&&{\frac {1}{E}}&0&0&0\\&&&{\frac {1}{G}}&0&0\\&{\textsf {sym}}&&&{\frac {1}{G}}&0\\&&&&&{\frac {1}{G}}\end{bmatrix}}{\begin{bmatrix}-p\\-p\\-p\\0\\0\\0\end{bmatrix}}=-p{\frac {1-2\nu }{E}}{\begin{bmatrix}1\\1\\1\\0\\0\\0\end{bmatrix}}}
Darin ist p der Druck. Die Kompression wird von den oberen drei Einträgen im rechten Vektor repräsentiert und wenn die Summe gemäß
{\displaystyle {\frac {3(1-2\nu )}{E}}=0}
verschwindet, was bei ν=½ eintritt, dann ist das Material in erster Näherung inkompressibel, siehe Volumendehnung. Ist die Summe nicht null, dann ergibt sich der Kompressionsmodul K aus dem Kehrwert:
{\displaystyle {\begin{aligned}&\varepsilon _{1}+\varepsilon _{2}+\varepsilon _{3}=\varepsilon _{\mathrm {v} }={\frac {\mathrm {v} -V}{V}}=-p{\frac {3(1-2\nu )}{E}}\\&\rightarrow K:=-{\frac {\mathrm {d} p}{\frac {\mathrm {d} \mathrm {v} }{V}}}={\frac {E}{3(1-2\nu )}}\end{aligned}}}
Darin ist V das Volumen bei p=0 und v dasjenige beim aktuellen Druck. Der Kompressionsmodul stimmt bei kubischer Anisotropie mit dem bei vollständiger Isotropie überein.
Beim kubisch anisotropen, linear elastischen Werkstoff kommt es bei allseitigem Druck zu keiner Scherung und das Material kontrahiert in allen Raumrichtungen gleich, ähnlich wie das ein isotropes Material tut. Die Kontraktion in einer Richtung bei allseitigem Druck gibt die lineare Kompressibilität
{\displaystyle \beta =-{\frac {{\hat {n}}\cdot {\boldsymbol {\varepsilon }}\cdot {\hat {n}}}{p}}={\hat {n}}\cdot {\frac {1-2\nu }{E}}\mathbf {1} \cdot {\hat {n}}={\frac {1-2\nu }{E}}}
an, die bei linear elastischer kubischer Anisotropie richtungsunabhängig ist.:145f Hier ist 1 der Einheitstensor.

### Herleitung des Materialgesetzes

#### Von den Invarianten zur Steifigkeitsmatrix
In der Hyperelastizität ergeben sich die Spannungen aus der Ableitung der Formänderungsenergie nach den Dehnungen. Damit die Spannungen linear in den Dehnungen sind, muss demnach die Formänderungsenergie quadratisch in den Dehnungen sein, denn nur dann ist ihre Ableitung linear. Unter Verwendung der #Invarianten kann der Ansatz:392
{\displaystyle {\begin{aligned}w({\boldsymbol {\varepsilon }}):=&{\frac {a}{2}}(\varepsilon _{11}+\varepsilon _{22}+\varepsilon _{33})^{2}+(b-a)(\varepsilon _{11}\varepsilon _{22}+\varepsilon _{11}\varepsilon _{33}+\varepsilon _{22}\varepsilon _{33})+2c(\varepsilon _{12}^{2}+\varepsilon _{13}^{2}+\varepsilon _{23}^{2})\end{aligned}}}
mit 3 Parametern a, b und c gemacht werden. Nicht-linear hyperelastisches Verhalten kann modelliert werden, indem die Parameter a, b und c durch Funktionen der Invarianten ersetzt werden und/oder die Invarianten höherer Ordnung berücksichtigt werden, siehe Hyperelastizität#Orthotrope Hyperelastizität.:380
Um die Formänderungsenergie nach ε ableiten zu können, müssen die Komponenten εij als Funktion des Tensors ε ausgedrückt werden. Dies gelingt mit der Darstellung des Frobenius-Skalarprodukts „:“ als Spur:
{\displaystyle \mathbf {A} :\mathbf {B} :=\mathrm {Spur} (\mathbf {A^{\top }\cdot B} )}
Darin bedeutet „·“ das Matrizenprodukt und das hochgestellte ⊤ eine Transponierung. Mit der Abkürzung Kjk=½(êj⊗êk+êk⊗êj) für die symmetrisierten dyadischen Produkte ⊗ der #Orthotropieachsen ist dann
{\displaystyle \mathbf {K} _{ij}:{\boldsymbol {\varepsilon }}={\frac {1}{2}}(\varepsilon _{ij}+\varepsilon _{ji})=\varepsilon _{ij}\quad \rightarrow \quad {\frac {\mathrm {d} \varepsilon _{ij}}{\mathrm {d} {\boldsymbol {\varepsilon }}}}=\mathbf {K} _{ij}}
Aus dem Ansatz der Formänderungsenergie berechnen sich die Spannungen zu
{\displaystyle {\begin{aligned}{\boldsymbol {\sigma }}={\frac {\mathrm {d} w}{\mathrm {d} {\boldsymbol {\varepsilon }}}}=&a(\varepsilon _{11}+\varepsilon _{22}+\varepsilon _{33})(\mathbf {K} _{11}+\mathbf {K} _{22}+\mathbf {K} _{33})\\&+(b-a)[(\varepsilon _{22}+\varepsilon _{33})\mathbf {K} _{11}+(\varepsilon _{11}+\varepsilon _{33})\mathbf {K} _{22}+(\varepsilon _{11}+\varepsilon _{22})\mathbf {K} _{33}]\\&+4c(\varepsilon _{23}\mathbf {K} _{23}+\varepsilon _{13}\mathbf {K} _{13}+\varepsilon _{12}\mathbf {K} _{12})\\=&a(\varepsilon _{11}\mathbf {K} _{11}+\varepsilon _{22}\mathbf {K} _{22}+\varepsilon _{33}\mathbf {K} _{33})\\&+b[(\varepsilon _{22}+\varepsilon _{33})\mathbf {K} _{11}+(\varepsilon _{11}+\varepsilon _{33})\mathbf {K} _{22}+(\varepsilon _{11}+\varepsilon _{22})\mathbf {K} _{33}]\\&+4c(\varepsilon _{23}\mathbf {K} _{23}+\varepsilon _{13}\mathbf {K} _{13}+\varepsilon _{12}\mathbf {K} _{12})\end{aligned}}}
oder in Voigt-Notation im ê1,2,3-System
{\displaystyle {\begin{bmatrix}\sigma _{11}\\\sigma _{22}\\\sigma _{33}\\\sigma _{23}\\\sigma _{13}\\\sigma _{12}\end{bmatrix}}={\begin{bmatrix}a\varepsilon _{11}+b\varepsilon _{22}+b\varepsilon _{33}\\b\varepsilon _{11}+a\varepsilon _{22}+b\varepsilon _{33}\\b(\varepsilon _{11}+\varepsilon _{22})+a\varepsilon _{33}\\2c\varepsilon _{23}\\2c\varepsilon _{13}\\2c\varepsilon _{12}\end{bmatrix}}={\begin{bmatrix}a&b&b&0&0&0\\b&a&b&0&0&0\\b&b&a&0&0&0\\0&0&0&c&0&0\\0&0&0&0&c&0\\0&0&0&0&0&c\end{bmatrix}}{\begin{bmatrix}\varepsilon _{11}\\\varepsilon _{22}\\\varepsilon _{33}\\2\varepsilon _{23}\\2\varepsilon _{13}\\2\varepsilon _{12}\end{bmatrix}}}
Die Parameter lassen sich den Einträgen in der #Steifigkeitsmatrix direkt zuordnen:
{\displaystyle a={\frac {1-\nu }{\nu }}\lambda ,\,b=\lambda ,\,c=G}
Ableitung der Spannungen nach den Dehnungen liefert den konstanten und symmetrischen Elastizitätstensor 4. Stufe:
{\displaystyle {\begin{aligned}\mathbb {C} :={\frac {\mathrm {d} {\boldsymbol {\sigma }}}{\mathrm {d} {\boldsymbol {\varepsilon }}}}=&a(\mathbf {K} _{11}\otimes \mathbf {K} _{11}+\mathbf {K} _{22}\otimes \mathbf {K} _{22}+\mathbf {K} _{33}\otimes \mathbf {K} _{33})\\&+b[(\mathbf {K} _{11}\otimes (\mathbf {K} _{22}+\mathbf {K} _{33})+\mathbf {K} _{22}\otimes (\mathbf {K} _{11}+\mathbf {K} _{33})+\mathbf {K} _{33}\otimes (\mathbf {K} _{11}+\mathbf {K} _{22})]\\&+4c(\mathbf {K} _{23}\otimes \mathbf {K} _{23}+\mathbf {K} _{13}\otimes \mathbf {K} _{13}+\mathbf {K} _{12}\otimes \mathbf {K} _{12})\end{aligned}}}
Die Voigt-Notation der Tensoren Kij mit i≠j besitzen den Eintrag ½ an einer Stelle und sonst nur nullen. Mit den Definitionen Vi=Kii für i=1,2,3 und V4=2K23, V5=2K13 sowie V6=2K12, deren Koeffizienten nur Nullen und Einsen sind, entsteht eine Darstellung des Elastizitätstensors, an der seine Voigt-Notation direkt ablesbar ist:
{\displaystyle {\begin{array}{lrcccccccccc}\mathbb {C} =&(&a\mathbf {V} _{1}&+&b\mathbf {V} _{2}&+&b\mathbf {V} _{3}&&&&&)\otimes \mathbf {V} _{1}\\&+(&b\mathbf {V} _{1}&+&a\mathbf {V} _{2}&+&b\mathbf {V} _{3}&&&&&)\otimes \mathbf {V} _{2}\\&+(&b\mathbf {V} _{1}&+&b\mathbf {V} _{2}&+&a\mathbf {V} _{3}&&&&&)\otimes \mathbf {V} _{3}\\&+(&&&&&&&c\mathbf {V} _{4}&&&)\otimes \mathbf {V} _{4}\\&+(&&&&&&&&c\mathbf {V} _{5}&&)\otimes \mathbf {V} _{5}\\&+(&&&&&&&&&c\mathbf {V} _{6}&)\otimes \mathbf {V} _{6}\end{array}}}
Der Elastizitätstensor und seine Inverse lassen sich mit
{\displaystyle {\begin{aligned}\mathbf {1} =&\mathbf {K} _{11}+\mathbf {K} _{22}+\mathbf {K} _{33},\\\mathbf {E} =&(\mathbb {K} +2\mathbf {K} _{23}\otimes \mathbf {K} _{23}+2\mathbf {K} _{13}\otimes \mathbf {K} _{13}+2\mathbf {K} _{12}\otimes \mathbf {K} _{12}):\mathbf {E} \\\mathbb {K} =&\mathbf {K} _{11}\otimes \mathbf {K} _{11}+\mathbf {K} _{22}\otimes \mathbf {K} _{22}+\mathbf {K} _{33}\otimes \mathbf {K} _{33}\end{aligned}}}
und dem Einheitstensor vierter Stufe {\displaystyle \mathbb {I} } sowie den #Materialparametern umformen zu
{\displaystyle {\begin{aligned}\mathbb {C} =&2G\mathbb {I} +\lambda \mathbf {1} \otimes \mathbf {1} +\left({\frac {1-2\nu }{\nu }}\lambda -2G\right)\mathbb {K} \\\mathbb {S} =&\mathbb {C} ^{-1}={\frac {1}{2G}}\mathbb {I} -{\frac {\nu }{E}}\mathbf {1} \otimes \mathbf {1} +\left({\frac {1+\nu }{E}}-{\frac {1}{2G}}\right)\mathbb {K} \end{aligned}}}

#### Gründe für die Besetztheit
In diesem Abschnitt wird die Frage geklärt, warum die Steifigkeitsmatrix nur an den gegebenen Stellen besetzt ist. In der Steifigkeitsmatrix können 21 unabhängige Materialkonstanten auftreten; im Fall der kubischen Anisotropie sind es drei. Warum das so ist, wird nachfolgend dargestellt.
Das maßgebliche Element der Symmetriegruppen ist die 120-Grad-Drehung um die Raumdiagonale {\displaystyle {\hat {p}}={\sqrt {\frac {1}{3}}}({\hat {e}}_{1}+{\hat {e}}_{2}+{\hat {e}}_{3})} im System der #Orthotropieachsen ê1,2,3. Diese Drehung ist Element beider #Symmetriegruppen gR1 und gR2; ihr entspricht der orthogonale Tensor
{\displaystyle \mathbf {Q} _{p}^{2{\frac {\pi }{3}}}={\begin{pmatrix}0&&1\\1&0&\\&1&0\end{pmatrix}}}
der im Orthotropieachsensystem mit einer Drehmatrix identifiziert werden kann. Bei kubischer Anisotropie gilt:
{\displaystyle w({\boldsymbol {\varepsilon }})=w\left(\mathbf {Q} _{p}^{2{\frac {\pi }{3}}}\cdot {\boldsymbol {\varepsilon }}\cdot \mathbf {Q} _{p}^{2{\frac {\pi }{3}}\top }\right)}
Die Transformation kann in Voigt’scher Notation mit einer Matrix R ausgeführt werden:
{\displaystyle [{\boldsymbol {\varepsilon }}']:=\left[\mathbf {Q} _{p}^{2{\frac {\pi }{3}}}\cdot {\boldsymbol {\varepsilon }}\cdot \mathbf {Q} _{p}^{2{\frac {\pi }{3}}\top }\right]=R[{\boldsymbol {\varepsilon }}],\quad [{\boldsymbol {\varepsilon }}]={\begin{bmatrix}\varepsilon _{11}\\\varepsilon _{22}\\\varepsilon _{33}\\2\varepsilon _{23}\\2\varepsilon _{13}\\2\varepsilon _{12}\end{bmatrix}},\quad [{\boldsymbol {\varepsilon }}']={\begin{bmatrix}\varepsilon _{33}\\\varepsilon _{11}\\\varepsilon _{22}\\2\varepsilon _{12}\\2\varepsilon _{23}\\2\varepsilon _{13}\end{bmatrix}}}
mit
{\displaystyle R={\begin{bmatrix}Q_{11}^{2}&Q_{12}^{2}&Q_{13}^{2}&{\frac {1}{2}}q_{1213}&{\frac {1}{2}}q_{1113}&{\frac {1}{2}}q_{1112}\\Q_{21}^{2}&Q_{22}^{2}&Q_{23}^{2}&{\frac {1}{2}}q_{2223}&{\frac {1}{2}}q_{2123}&{\frac {1}{2}}q_{2122}\\Q_{31}^{2}&Q_{32}^{2}&Q_{33}^{2}&{\frac {1}{2}}q_{3233}&{\frac {1}{2}}q_{3133}&{\frac {1}{2}}q_{3132}\\q_{2131}&q_{2232}&q_{2333}&q_{2233}&q_{2133}&q_{2132}\\q_{1131}&q_{1232}&q_{1333}&q_{1233}&q_{1133}&q_{1132}\\q_{1121}&q_{1222}&q_{1323}&q_{1223}&q_{1123}&q_{1122}\end{bmatrix}}={\begin{bmatrix}0&0&1&0&0&0\\1&0&0&0&0&0\\0&1&0&0&0&0\\0&0&0&0&0&1\\0&0&0&1&0&0\\0&0&0&0&1&0\end{bmatrix}}}
und der Abkürzung {\displaystyle q_{ijkl}:=Q_{ij}Q_{kl}+Q_{il}Q_{kj}} mit den Komponenten Qij des Tensors {\displaystyle \mathbf {Q} _{p}^{2{\frac {\pi }{3}}}}. Obige Bedingung an die Formänderungsenergie lautet mit diesen Matrizen
{\displaystyle w({\boldsymbol {\varepsilon }})={\frac {1}{2}}[{\boldsymbol {\varepsilon }}]^{\top }C[{\boldsymbol {\varepsilon }}]=w({\boldsymbol {\varepsilon }}')={\frac {1}{2}}[{\boldsymbol {\varepsilon }}']^{\top }C[{\boldsymbol {\varepsilon }}']={\frac {1}{2}}[{\boldsymbol {\varepsilon }}]^{\top }R^{\top }CR[{\boldsymbol {\varepsilon }}]\quad \rightarrow \quad C':=R^{\top }CR=C}
mit der Steifigkeitsmatrix
{\displaystyle C={\begin{bmatrix}C_{11}&C_{12}&C_{13}&C_{14}&C_{15}&C_{16}\\&C_{22}&C_{23}&C_{24}&C_{25}&C_{26}\\&&C_{33}&C_{34}&C_{35}&C_{36}\\&&&C_{44}&C_{45}&C_{46}\\&{\text{sym}}&&&C_{55}&C_{56}\\&&&&&C_{66}\end{bmatrix}}}
und ihrer Transformierten
{\displaystyle C'=R^{\top }CR={\begin{bmatrix}C_{22}&C_{23}&C_{12}&C_{25}&C_{26}&C_{24}\\&C_{33}&C_{13}&C_{35}&C_{36}&C_{34}\\&&C_{11}&C_{15}&C_{16}&C_{14}\\&&&C_{55}&C_{56}&C_{45}\\&{\text{sym}}&&&C_{66}&C_{46}\\&&&&&C_{44}\end{bmatrix}}}
C=C′ ist komponentenweise zu erfüllen und daher
C33=C22=C11, C23=C13=C12, C36=C25=C14, C34=C26=C15, C35=C24=C16, C56=C46=C45, C66=C55=C44
mit der Konsequenz
{\displaystyle C=C'={\begin{bmatrix}C_{11}&C_{12}&C_{12}&C_{14}&C_{15}&C_{16}\\&C_{11}&C_{12}&C_{16}&C_{14}&C_{15}\\&&C_{11}&C_{15}&C_{16}&C_{14}\\&&&C_{44}&C_{45}&C_{45}\\&{\text{sym}}&&&C_{44}&C_{45}\\&&&&&C_{44}\end{bmatrix}}}
Die 180-Grad-Drehungen um die #Orthotropieachsen werden bei der Orthotropie betrachtet und erfordern zusätzlich
C14=C15=C16=C45=0
was die dreiparametrige #Steifigkeitsmatrix zur Folge hat.

## Thermo- und Elektromechanische Eigenschaften
Das kubische Kristallsystem umfasst die fünf Kristallklassen (Punktgruppen), die in der Tabelle aufgeführt sind.
|    | σ1  | σ2  | σ3  | σ4  | σ5  | σ6  | E1  | E2  | E3  | 𝚫T   |
| -- | --- | --- | --- | --- | --- | --- | --- | --- | --- | ---- |
| ε1 | S11 | S12 | S12 | ·   | ·   | ·   | ·   | ·   | ·   | α1   |
| ε2 | S12 | S11 | S12 | ·   | ·   | ·   | ·   | ·   | ·   | α1   |
| ε3 | S12 | S12 | S11 | ·   | ·   | ·   | ·   | ·   | ·   | α1   |
| ε4 | ·   | ·   | ·   | S44 | ·   | ·   | d14 | ·   | ·   | ·    |
| ε5 | ·   | ·   | ·   | ·   | S44 | ·   | ·   | d14 | ·   | ·    |
| ε6 | ·   | ·   | ·   | ·   | ·   | S44 | ·   | ·   | d14 | ·    |
| D1 | ·   | ·   | ·   | d14 | ·   | ·   | κ11 | ·   | ·   | ·    |
| D2 | ·   | ·   | ·   | ·   | d14 | ·   | ·   | κ11 | ·   | ·    |
| D3 | ·   | ·   | ·   | ·   | ·   | d14 | ·   | ·   | κ11 | ·    |
| 𝚫s | α1  | α1  | α1  | ·   | ·   | ·   | ·   | ·   | ·   | cσ/T |

|    | σ1  | σ2  | σ3  | σ4  | σ5  | σ6  | E1  | E2  | E3  | 𝚫T   |
| -- | --- | --- | --- | --- | --- | --- | --- | --- | --- | ---- |
| ε1 | S11 | S12 | S12 | ·   | ·   | ·   | ·   | ·   | ·   | α1   |
| ε2 | S12 | S11 | S12 | ·   | ·   | ·   | ·   | ·   | ·   | α1   |
| ε3 | S12 | S12 | S11 | ·   | ·   | ·   | ·   | ·   | ·   | α1   |
| ε4 | ·   | ·   | ·   | S44 | ·   | ·   | ·   | ·   | ·   | ·    |
| ε5 | ·   | ·   | ·   | ·   | S44 | ·   | ·   | ·   | ·   | ·    |
| ε6 | ·   | ·   | ·   | ·   | ·   | S44 | ·   | ·   | ·   | ·    |
| D1 | ·   | ·   | ·   | ·   | ·   | ·   | κ11 | ·   | ·   | ·    |
| D2 | ·   | ·   | ·   | ·   | ·   | ·   | ·   | κ11 | ·   | ·    |
| D3 | ·   | ·   | ·   | ·   | ·   | ·   | ·   | ·   | κ11 | ·    |
| 𝚫s | α1  | α1  | α1  | ·   | ·   | ·   | ·   | ·   | ·   | cσ/T |

Die Symmetriegruppen 29 und 32 gehören zu den elf mechanischen Symmetriegruppen oder Anisotropietypen, bei denen die Lage der Atome oder Moleküle in einer Elementarzelle, die Symmetrien des Kristallgitters widerspiegelt, und sie enthalten die Punktspiegelung -1 explizit.:35
Die dritte Spalte zeigt die Nachgiebigkeitsmatrix der physikalischen Eigenschaften, die hier nur die linearen Effekte einer Theorie erster Ordnung erfassen:170ff, 301. Der zehnparametrige Zustandsvektor enthält die mechanischen Spannungen σk, die Elektrische Feldstärke Ej und die Temperaturdifferenz 𝚫T. Sie verursachen Dehnungen εk, dielektrische Verschiebungen Dj und Entropieänderungen 𝚫s, was hier klein geschrieben wird, um eine Verwechselung mit den Koeffizienten der Nachgiebigkeitsmatrix zu vermeiden. Die Matrix gibt die Kopplungsgrößen an, wobei die Punkte · für nullen stehen. In gR2 beschreiben sieben in gR1 sechs Parameter alle hier aufgeführten, linearen Zusammenhänge.
Die Gleichungen werden unten in Voigtscher Indexnotation, geltend im #Orthotropieachsensystem, und die Einsteinsche Summenkonvention ausnutzend angeschrieben. Bei den piezoelektrischen Verzerrungskoeffizienten dik, den Ausdehnungskoeffizient αk, den Verzerrungen εk und Spannungen σk sind für k die Zuordnungen 1→11, 2→22, 3→33, 4→23, 5→13, 6→12 zu beachten.:180
Kontinuumsmechanik
Die Nachgiebigkeitsmatrix mit Koeffizienten Sjk vermittelt zwischen Spannungen und Dehnungen, wie im Abschnitt #Kubische Anisotropie in der linearen Elastizität dargelegt: εj=Sjkσk
Inverser Piezoeffekt
Anlegen einer elektrischen Spannung bewirkt eine Verformung: εk=Ejdjk gemäß den piezoelektrischen Verzerrungskoeffizienten djk.
Thermische Ausdehnung
Eine Temperaturerhöhung lässt das Material sich in allen Raumrichtungen ausdehnen: εk=αk𝚫T:176
Piezoeffekt
Eine mechanische Spannung erzeugt eine dielektrische Verschiebung Dj=djkσk
Elektrostatik
Eine angelegte elektrischen Feldstärke Ei bewirkt mit der Permittivität κij eine dielektrische Verschiebung Di=κijEj.
Pyroelektrischer Effekt
Eine Temperaturänderung 𝚫T bewirkt eine dielektrische Verschiebung Di=pi𝚫T mit der pyroelektrischen Konstante pi, die hier null ist, d. h. der Effekt tritt bei kubischer Anisotropie nicht auf.
Thermodynamik
Eine Entropieänderung wird durch mechanische und elektrische Spannungen sowie eine Temperaturänderung erzeugt: 𝚫s=αkσk+piEi+(cσ/T)𝚫T, wobei hier pi=0 und cσ die spezifische Wärmekapazität bei konstanter mechanischer Spannung ist.:176